# Петка Българска
Вижте пояснителната страница за други личности с името Света Петка.
Вижте пояснителната страница за други личности с името Света Параскева.
Параскева Епиватска (на гръцки: Παρασκευή η Επιβατινή), известна в България повече като Параскева или Петка Българска (Търновска), е източноправославна светица (преподобна), живяла през Х – ХІ век.
Мощите ѝ са съхранявани в няколко селища в разни страни на Балканите, където е особено тачена – главна закрилница на българския народ и държава, покровителка на Молдова и градовете Търново, Габрово, Троян.
За разграничаване от другите светици на име Параскева или Петка, тя е наричана по свързани с нея топоними Параскева Епиватска (по родното ѝ място) и обобщено Параскева Балканска, с преводни (напр. Петка на български и сръбски) и съставни имена като Параскева/Петка Сръбска (Белградска) / Молдовска (Яшка) / Млада / Нова или Петка Параскева (Параскева Петка), Майка Параскева.

## Житие
Параскева (побългарено Петка) е родена в Епиват (дн. град Селимпаша) край Мраморно море, Одринска Тракия, Византия. Родителите ѝ са благочестиви и уважавани хора, баща ѝ Никита е състоятелен земевладелец.
Живее през втората половина на Х в. Според нейното житие от патриарх Евтимий по-малкият ѝ брат Евтимий става монах и около 40 години е митрополит на Мадитос, а след смъртта му (ок. 989 – 996 г., на 80 – 81 г.) е канонизиран като светец. Параскева почива след него, вече в новия век, на възраст поне 85 години.
Според житията ѝ Параскева, още 10-годишна, чува в храм Иисус Христос да казва „Който иска да върви след Мене, нека се отрече от себе си, да вземе кръста си и Ме последва!“ и решава да се посвети на вярата. Тя сменя дрехите си с просешки и често раздава свое имущество на бедните.
Когато родителите ѝ почиват, брат ѝ е вече монах. Параскева напуска дома си и обхожда светините на Константинопол, приема монашеско постригване (вероятно около 950 – 955 г.) и като монахиня 5 години прекарва в пост край усамотения храм „Покров Богородичен“ в столичния квартал Ираклия. Заминава за Светите места, посещава Йерусалим и Божи гроб. Следвайки примера на прочутата света Мария Египетска, тя се установява в Йорданската пустиня и живее там много години до старостта си.
Предусещайки смъртта си, се завръща през Константинопол в Епиват. Заселва се при храма „Свети апостоли“, където след 2 години тихо изгасва, водейки усамотен и свят живот. По онова време вече няма нейни живи роднини. Състрадателни граждани погребват монахинята вън от градските стени като чужденка (въпреки че всъщност е родена там, тя само като дете е живяла в този град, преди последното си заселване).

## Почит
Преданията за отшелническите подвизи на Параскева довеждат до появата на култ към нея.

### Жития на Света Петка
Неизвестен местен книжовник съставя нейно кратко житие на гръцки. Тъй като не е съобразено с каноните, по поръка на константинополския патриарх Николай IV Музалон (1147 – 1151) дякон Василик написва ново житие, чийто гръцки първообраз днес е изгубен. Света Параскева е известна по онова време главно в пределите на Византийска Тракия.
Още по времето на цар Иван Асен II е съставено нейно житие на български, написан е разказ за пренасянето на мощите ѝ в Търново. Най-големият връх в увековечаването на св. Параскева Търновска е написаното от Патриарх Евтимий житие (ок. 1385 г.) – новаторска, вълнуваща и дълбоко емоционална творба, станала известна далеч зад пределите на България.

### Съдба на мощите
Според преданието дълги години гробът на монахинята бил забравен. Когато наблизо бил погребан моряк, двама местни християни имали видение, в което се появила Параскева с царски одежди, заобиколена от Христови воини (ангели, херувими, серафими), и помолила да извадят мощите ѝ, в резултат на което те били извадени и са пренесени в църквата „Свети апостоли“ в Каликратия. Когато след битката при Клокотница (9 март 1230 г.) цар Иван Асен II постига българска военна и политическа хегемония на Балканите, той изисква мощите ѝ от Латинската империя. Останките на преподобната са пренесени тържествено в столицата Търново през 1230-те години; тя е наречена Параскева Търновска и е почитана за закрилница на града, народа и държавата. За отношението към св. Параскева Търновска като закрилница на българския народ и държава особено силно впечатление прави споменаването ѝ в държавни и международни актове. В известния договор (1347 г.) с Венеция цар Иван Александър се заклева „в името на Бога, света Богородица, в кръста... и в светата Параскева Търновска“. В Търновград мощите остават до османските нашествия в България. Мощите ѝ са спасени от безчинствата в покорения от османците град Търново през 1395 г. – измолва ги видинският „млад цар“ Константин II Асен, син на цар Иван Срацимир. Във Видин мощите остават до 1397 г., когато султан Баязид I ги подарява на сръбския княз Стефан Лазаревич. Нейните мощи са в Белград до 1521 г., след което се озовават в Константинопол. По молба на молдовския княз Василий Лупу – родом от с. Арнауткьой (дн. село Пороище, край Разград), Цариградската патриаршия му изпраща през 1641 г. светите мощи в столицата му Яш, където се пазят и до днес (2023 г.) в катедралния храм „Света Параскева, Сретение Господне и Свети Георги“.

### Посвещения
Света Петка Търновска е най-популярната българска светица не само през XIII – XIV в., но и през следващите векове. Посветени са ѝ десетки храмове и манастири из цялата страна, както и в Северна Македония, Сърбия, Румъния, Русия и другаде. На тази светица е наименуван храмът в Рупите, издигнат от Баба Ванга. Образи и икони на св. Петка Търновска присъстват в българските църкви още от XIII в. Църковният празник в нейна чест (Петковден) се чества на 14 октомври.
Изобразена е върху щита на Герба на Лапово, Сърбия. Считана е за покровителка на град Троян. Тя е духовна покровителка на Габрово, където ежегодно се провежда Празник на духовната музика с участието на църковни хорове от България и чужбина.
На светицата са наречени улиците „Света Петка Търновска“ в кварталите „Надежда I“ и „Надежда II“ (Карта) и „Света Петка Българска“ в квартал „Драгалевци“ (Карта) в София.
През октомври 2007 г. във Видин са открити 2 изложби по проекта „По пътя на мощите на света Петка – пазителка на балканските народи“ (координатор Олег Антов). Включват фотоизложба от 50 копия на икони на света Петка и изложба на макети на църкви и параклиси, които носят името на светицата.